# Тыкотлова
Тыкотлова — река в Берёзовском районе Ханты-Мансийского автономного округа. Устье реки находится в 182 км от устья Хулги по правому берегу. Длина реки составляет 30 км.

## Притоки
- В 7 км от устья, по правому берегу впадает река Парус-Шор.
- В 16 км от устья, по левому берегу впадает река Грубею.
- В 24 км от устья, по левому берегу впадает река Амбар-Вож.
- В 30 км от устья, по левому берегу впадает река Большая Тыкотлова.
- В 30 км от устья, по правому берегу впадает река Малая Тыкотлова.

## Данные водного реестра
По данным государственного водного реестра России относится к Нижнеобскому бассейновому округу, водохозяйственный участок реки — Северная Сосьва, речной подбассейн реки — Северная Сосьва. Речной бассейн реки — (Нижняя) Обь от впадения Иртыша.
Код объекта в государственном водном реестре — 15020200112115300025755.